# Кондозеро (озеро, Карелия)
Ко́ндозеро — озеро в южной части Республики Карелия, на территории Кондопожского района.
Озеро удлинённой формы, вытянуто с севера на юг, в восточной части располагается узкий залив.
Сток в озеро Кедрозеро через протоку Кондозерка. На южном берегу озера ранее находилась деревня Кондозеро.
Водная растительность представлена телорезом и элодеей.
В озере обитают щука, налим, ёрш.